# Hargen

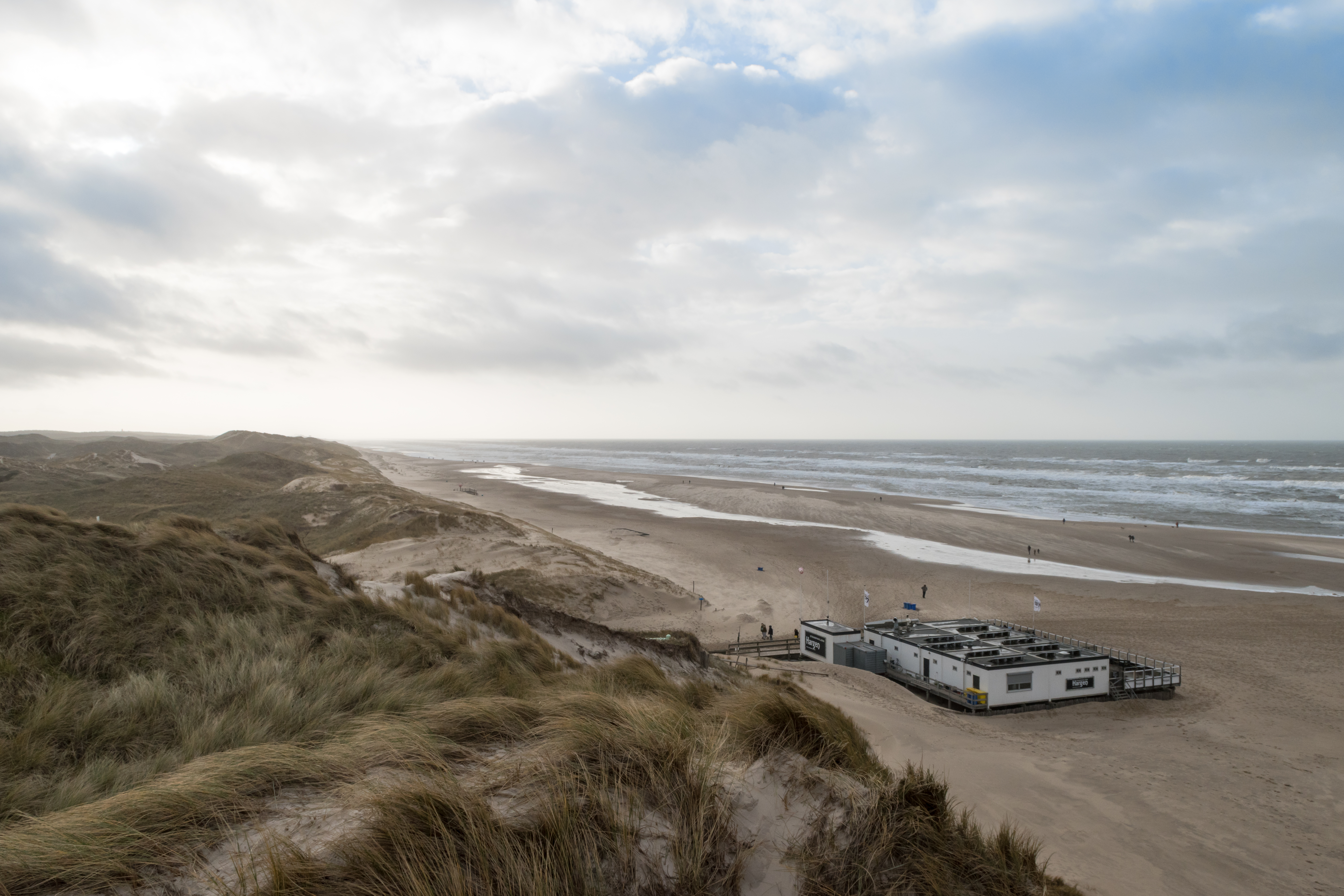
Het strand van Hargen aan Zee

Hargen is een plaats in de gemeente Bergen, in de Nederlandse provincie Noord-Holland.
Hargen ligt tussen Camperduin en Groet. Van een woonkern is nauwelijks sprake, meestal bedoelt men met Hargen de verderop gelegen badplaats Hargen aan Zee. Hargen kent een grote vaart, de Hargervaart, die de polders Vereenigde Harger- en Pettemerpolder en de Groeterpolder van elkaar scheidt. De vaart loopt over in de Hondsbossche Vaart. Het einde van de Hargensevaart is in gebruik als jachthaven. De voormalige Hargerplas, nu een rijkbloeiend struikheideveld, is ontstaan door zandafgravingen. Het zand werd vroeger gebruikt voor onder meer de glasindustrie, zandsteenfabrieken en stadsuitbreidingen.
Hargen is al een oude plaats, maar is nooit echt groot geweest. In de negende eeuw wordt de plaats aangeduid als Horgana, in de tiende eeuw komt het voor als Haragum en in de 12e eeuw als Hargan. Er wordt wel verondersteld dat Hargan afgeleid is van 'Harag', heiligdom en wijzen op een oude kultusplaats van de Friezen. De plaatsnaam zou ook nog kunnen verwijzen naar een plek met één of meerdere hunebedden. Dit omdat de derde naamval de meervoud van de Germaanse offersteen is. Van deze hunebedden is nooit iets gebleken. In het Latijn wordt de plaats nog Horgana genoemd.
Aan de Mosterdweg in de Harger- en Pettemerpolder nabij Hargen en Camperduin staat er de poldermolen, de Hargermolen. Deze molen uit 1804 bemaalt de Harger- en Pettemerpolder. Aan de Hargerweg, aan de kant van Groet staat dan weer de poldermolen met een eikenhouten achtkant, die de Groetermolen heet. Deze molen bemaalt samen met een elektrisch gemaal Groeterpolder.
Dorpen en gehuchten: Aagtdorp · Bergen · Bergen aan Zee · Bregtdorp · Catrijp · Camperduin · Egmond aan den Hoef · Egmond aan Zee · Egmond-Binnen · Groet · Hargen · Rinnegom · Schoorl · Schoorldam (deels) · Wimmenum

Buurtschappen: Duyncroft · Egmondermeer · Het Woud · Westdorp · Zanegeest

Badplaatsen (zonder woonkern): Hargen aan Zee · Schoorl aan Zee

Voormalige buurtschappen: Oostdorp · Oudburg

Voormalige gemeenten: Bergen · Egmond · Schoorl

Noord-Holland: Steden en dorpen      Nederland: Provincies · Gemeenten